# Família Aravênio
Aravênio (em latim: Aravenius) ou Arraveneano (em armênio: Առավենյան; romaniz.: Aṙavenean) foi uma família nobre armênia (nacarar) da Antiguidade e Idade Média.

## História
De acordo com Moisés de Corene, os Aravênios descendiam de Orontes (Arravã), filho de Vaagênio, e que receberam seus domínios principesco do mítico Valarsaces I (século III a.C.) Essa afirmação comprova que pertenciam ao grupo dos haíquidas, os descendentes do patriarca mítico Haico. Por possuírem fortes laços com o templo orôntida do Sol e da Lua em Armavir, e por sua origem comum com os Vanúnios e Zareavânios, presume-se que são um ramo cadete dos orôntidas. A Lista Militar (Զորնամակ, Zōrnamak), o documento que indica a quantidade de cavaleiros que cada uma das famílias nobres devia ceder ao exército real em caso de convocação, afirma que os Aravênios podiam arregimentar 300 cavaleiros.  A Lista de Trono (Գահնամակ, gahnamak) os menciona em 52.ª posição entre as casas nobres.